# محدثات سمنة
مُحدثات السمنة هي مواد كيميائية خارجية تحدِث خللاً في التطور الطبيعي لعملية استقلاب الدهون وتوازنها، وذلك الخلل في بعض الأحيان يؤدي إلى السمنة المفرطة. ويمكن تعريف محدثات السمنة من الناحية الوظيفية على أنها مواد كيميائية تؤثر على الاتزان الداخلي للدهون وتخزينها، أو تغير من معدل الاستقلاب، أو تحدث خللاً في توازن الطاقة، أو تعدل في نظام الشهية والشبع مما يزيد من تراكم الدهون وحدوث السمنة المفرطة.
هناك العديد من الآليات المقترحة المختلفة التي من خلالها يمكن أن تتداخل محدثات السمنة مع بيولوجيا الأنسجة الدهنية في الجسم.وتشمل هذه الآليات تعديلات في عمل أجهزة الاستشعار الأيضية، خلل في تخليق الهرمون التناسلي أو العمل أو الانهيار؛ التغييرات في التكامل المركزي لتوازن الطاقة بما في ذلك تنظيم الشهية والشبع؛ وإعادة برمجة النقاط الاستقلابية.
بعض هذه المسارات المقترحة تشمل التعديل غير الملائم لوظيفة مستقبلات نووية والتي تسمح بالتالي بتصنيف المركبات على أنها مواد كيميائية معطلة للغدد الصماء تعمل على تقليد الهرمونات في الجسم، مما يؤدي إلى تغيير التوازن الطبيعي الذي يحافظ عليه نظام الغدد الصماء.